# Francin
Francin är en kommun i departementet Savoie i regionen Auvergne-Rhône-Alpes i sydöstra Frankrike. Kommunen ligger i kantonen Montmélian som tillhör arrondissementet Chambéry. År 2018 hade Francin 1 035 invånare.

## Befolkningsutveckling
Antalet invånare i kommunen Francin
| Referens: INSEE |